# 1987 (2017년 영화)
《1987》은 2017년 12월 27일에 개봉된 대한민국의 영화이다. 고(故) 박종철 고문치사 사건을 시작으로 6월 항쟁까지, 대한민국 현대사의 분수령이 된 1987년의 사건들을 담고 있다. 1987년. 박종철 고문치사 사건을 시작으로 사람들이 힘을 합해 전두환 전 대통령의 독재정치에서 벗어나려고 하는 실제 과정 및 사건 등을 다룬 내용이다. 북한에서 내려온 치안본부 처장이 정부에 반항하는 사람들을 북한에서 온 빨갱이로 몰고, 몇몇 사람을 고문하는데, 고문당한 사람 중 한명인 서울대학교 학생 박종철 군이 물고문으로 사망했다는 사실이 알려지자 분노한 사람들이 진실을 찾으려 하고, 한명의 희생으로도 모자라 연세대학교에서 데모를 하던 학생, 이한열 열사(배우 강동원)도 최루탄을 머리 뒷부분과 귀 사이에 맞아 죽고, 그렇게 100만명의 사람들이 모여 6월 민주 항쟁을 일으키는 것으로 영화가 끝난다. 이 이야기는 실제를 다룬 것이나 허구인 부분도 있다.

## 줄거리
1987년 1월 14일. 남영동 대공분실에서 물고문을 받던 22살 대학생 청년이 사망하는 사건이 벌어진다. 형사들은 중앙대학교병원 의사 오연상을 불러 살려낼 것을 지시했고 오연상은 강심제를 투여한 뒤 심폐소생술을 시작한다. 하지만 청년은 이미 숨이 끊어져 소생이 불가능한 상태. 치안본부 5처장 박처원은 이러한 사실이 들통나면 국민들이 들고 일어날 것을 우려해 시신을 화장해 사건을 은폐하기로 결심한다.
사망한 청년의 이름은 서울대학교 언어학과 3학년 박종철. 박처원은 최환 검사에게 공안경찰을 보내 화장동의서에 도장을 받아올 것을 지시했지만 최검사는 죽은지 8시간밖에 안된 서울대생을 장례도 부검도 생략하고 화장부터 하려는 정황을 수상히 여겨 동의서에 도장을 찍어주지 않았다. 게다가 대공업무이니 찍기나 하라는 그들의 고까운 말투에 더더욱 분노한 그는 시신보존명령서를 발부해 시신에 손만 대면 공무집행방해혐의를 물을 거라며 나가 버린다.
한편, 부산에 살던 박종철의 엄마 정차순과 누나 박은숙은 형사의 연락을 받고 급히 한양대학교병원으로 달려왔고 영안실 한켠에 망연자실한 얼굴로 주저앉아 있는 남편 박정기와 큰아들 박종부를 발견한다. 정차순은 남편에게 다가가 아들이 어딨냐고 묻고 있는데 갑자기 어딘가를 보던 박은숙이 동생의 이름을 부르며 흐느꼈다. 이에 고개를 든 그녀는 병풍과 함께 아들의 영정사진이 놓여져 있는 걸 발견했다. 사진을 보자마자 곧바로 작은아들이 죽었다는 사실을 알아채고는 충격받아 오열하기 시작한다.
최검사는 박종철의 부검을 위해 부검실 앞에 왔으나 그곳을 점거한 공안경찰들의 공권력이란 이름으로 법조인조차도 마구 대하는 무례한 태도에 서서히 분노가 치밀고 있었다. 그때 뒤쪽에서 한 여자(박은숙)가 달려오다 뒤따라오던 형사에게 머리채가 잡혀 끌려나갔다. 여자를 따라간 최검사는 기막힌 상황을 목격한다. 그곳에는 박종철의 유족들이 모여 있었고 어머니 정차순은 아들의 손이라도 잡게 해달라고 요청했지만 형사들은 그들을 강제로 차에 태워 데려가 버렸다. 끌려가면서도 끝까지 오열하는 정차순과 여전히 해볼테면 해보라는 식으로 법조인들을 비웃는 공안경찰들을 번갈아 보던 최검사는 완전히 뚜껑이 열리고 만다.
여영부영 사건이 묻히나 싶던 와중 몇몇 기자가 물고문을 받던 대학생이 사망했다는 신문기사를 내면서 박종철의 죽음은 전국에 알려지게 된다. 그러자 안기부와 치안본부에서는 자기네 모가지가 날아갈지도 모른다는 생각에 급히 사태수습을 위한 기자회견을 열었고 모여든 기자들은 어쩌다 사람이 죽은거냐고 질문했다. 하지만 기자회견 전 박처원에게 이대로 발표하라며 서류를 건네받은 강민창 치안본부장은 그가 만들어낸 변명거리가 무척 어이없어서 차마 읽지 못하고 우물쭈물 하는 사이, 옆에 앉아있던 박처원이 대신 말했다.
| “ | 책상을 탁 치니 억, 하고 죽었습니다. | ” |

## 캐스팅

### 주연
- 하정우 : 공안부장 최환 역
- 유해진 : 한병용 역
- 김태리 : 연희 역
- 박희순 : 조한경 경위 역
- 이희준 : 윤상삼 기자 역

### 조연
- 유승목 : 유정방 경정 역
- 현봉식 : 박원택 경정 역
- 박지환 : 황정웅 경위 역
- 이용직 : 반금곤 경장 역
- 박지홍 : 강진규 경사 역
- 김경덕 : 이정호 경장 역
- 김의성 : 이부영 역
- 최광일 : 계장 안유 역
- 김수진 : 연희의 어머니 역
- 김종수 : 박정기 역
- 김혜정 : 박종철 어머니 역
- 조우진 : 박월길 역
- 임철형 : 정보국장 역
- 이창훈 : 표 검사 역
- 서현우 : 이 검사 역
- 이현균 : 오연상 역
- 김승훈 : 부검의 황적준 역
- 민영 : 정미 역
- 이화룡 : 함세웅 역

### 단역
- 조상웅 : 박종철 형 역
- 정예진 : 박종철 누나 역
- 권정민 : 박동호 역
- 이신성 : 중앙일보 기자 신성호 역
- 정형석 : 서울지검 고참기자 역
- 유정호 : 연합통신 기자 역
- 구민혁 : 경향신문 기자 역
- 한태진 : 경인일보 기자 역
- 서진원 : 지검장 역
- 정승길 : 차장검사 역
- 장우진 : 대공간부 1 역
- 박용 : 대공간부 2 역
- 김민중 : 대공형사 1 역
- 조민준 : 대공형사 2 역
- 곽진석 : 대공형사 3 역
- 이호균 : 대공형사 4 역
- 서정주 : 대공형사 5 역
- 김기태 : 대공형사 역
- 민우기 : 대공형사 역
- 송용호 : 대공형사 역
- 신재민 : 대공형사 역
- 윤재국 : 대공형사 역
- 이주한 : 대공형사 역
- 조명행 : 대공형사 역
- 최현종 : 대공형사 역
- 배영란 : 남영동 간호사 역
- 전정관 : 공안부장실 신나대학생 역
- 나철 : 공안부장실 수사관 역
- 박혁민 : 서울지검 경비경찰 역
- 이원진 : 공안부장실 자장면배달부 역
- 백정우 : 기자실 신문배달원 역
- 김병철 : 동아일보 황기자 역
- 김원진 : 동아일보 기자 1 역
- 김철윤 : 동아일보 기자 2 역
- 진수선 : 동아일보 카메라기자 역
- 박재원 : 동아일보 운전기사 역
- 최교식 : 40대 남자 1 역
- 김재록 : 40대 남자 2 역
- 서광재 : 주지스님 역
- 윤상화 : 주임목사 역
- 이상희 : 강경사 아버지 역
- 박명신 : 강경사 어머니 역
- 김시은 : 강경사 아내 역
- 강정우 : 이종창 역
- 황정민 : 신발가게 주인 역
- 양조아 : 만화사랑 회장 역
- 김효준 : 만화사랑 회원 역
- 김봉조 : 조사과형사 1 역
- 염석무 : 조사과형사 2 역
- 한송우 : 조사과형사 3 역
- 엄태옥 : 문공부장관 역
- 황성준 : 신발가게 백골단 역
- 김시호 : 신입생 역
- 한성천 : 사무장 역
- 김연희 : 오연상 아내 역
- 강신철 : 김정남 사촌동생 역
- 강태식 : 부검실 사진사 역
- 신용욱 : 박처장 아버지 역
- 손현준 : 박처장 아버지 역
- 김수 : 박처장 어머니 역
- 이현 : 동이 역
- 황현서 : 젊은 박처장 역
- 김상욱 : 대공간부 역
- 김푸름 : 사진 속 누이(목소리) 역
- 서윤석 : 대한뉴스 성우(목소리) 역
- 강희선 : 라디오 진행자(목소리) 역
- 김국희 : 한병용 통화 민주인사(목소리) 역

### 특별출연
- 설경구 : 김정남 역
- 여진구 : 박종철 역
- 강동원 : 이한열 역
- 문성근 : 안기부장 장세동 역
- 오달수 : 중앙일보 사회부장 이두석 역
- 고창석 : 동아일보 사회부장 정구종 역
- 우현 : 치안본부장 강민창 치안총감 역
- 정인기 : 김승훈 신부 역
- 문소리 : 버스 위에서 선창하는 사람 역

## 참고 사항
- 끝부분의 일부 삽입 영상은 문화방송에서 1997년 방송된 《다큐스페셜 - 87년 6월》의 엔딩 장면에서 나오기도 했다.

## 수상
- 2018년 제9회 올해의 영화상 감독상 (장준환)
- 2018년 제9회 올해의 영화상 작품상
- 2018년 제20회 우디네극동영화제 관객상 (장준환)
- 2018년 제20회 우디네극동영화제 블랙 드래곤 관객상 (장준환)
- 2018년 제54회 백상예술대상 영화부문 시나리오상 (김경찬)
- 2018년 제54회 백상예술대상 영화부문 남자 최우수연기상 (김윤석)
- 2018년 제54회 백상예술대상 영화부문 대상
- 2018년 제13회 파리한국영화제 장편영화부문 작품상
- 2018년 제17회 뉴욕 아시아 영화제 아시아 스타상 (김윤석)
- 2018년 제27회 부일영화상 촬영상 (김우형)
- 2018년 제55회 대종상 기획상 (이우정)
- 2018년 제55회 대종상 감독상 (장준환)
- 2018년 제38회 한국영화평론가협회상 최우수작품상
- 2018년 제38회 한국영화평론가협회상 영평 11선
- 2018년 제39회 청룡영화상 최우수작품상
- 2018년 제39회 청룡영화상 남우주연상 (김윤석)
- 2018년 제39회 청룡영화상 촬영주명상 (김우형), (김승규)
- 2018년 제38회 황금촬영상 최우수작품상
- 2018년 제38회 황금촬영상 감독상 (장준환)
- 2018년 제38회 황금촬영상 최우수 남우주연상 (김윤석)
- 2018년 제5회 한국영화제작가협회상 최우수작품상
- 2018년 제5회 한국영화제작가협회상 각본상 (김경찬)
- 2018년 제18회 디렉터스 컷 시상식 올해의 감독상 (장준환)
- 2018년 제18회 디렉터스 컷 시상식 올해의 각본상 (김경찬)
- 2018년 제18회 디렉터스 컷 시상식 올해의 특별언급